# Danny Ferry
Pour les articles homonymes, voir Ferry.
Daniel John Willard Ferry dit Danny Ferry né le 17 octobre 1966 à Baltimore dans le Maryland, est un joueur de basket-ball. Joueur universitaire réputé, obtenant deux des plus importantes récompenses, le Trophée Naismith et le USBWA men's player of the year award, il rejoint la National Basketball Association (NBA) un an après sa sélection en deuxième position de la Draft 1989 de la NBA, évoluant pendant une saison en Italie. Il joue ensuite en NBA de 1990 à 2003, d'abord avec les Cavaliers de Cleveland où il passe la plus grande partie de sa carrière, puis les Spurs de San Antonio, franchise avec laquelle il remporte le titre de champion NBA lors de sa dernière saison, en 2003. Il occupe ensuite des postes de dirigeants, d'abord avec les Spurs, puis cinq ans en tant que General Manager des Cavaliers de Cleveland, et enfin comme General Manager des Hawks d'Atlanta, poste qu'il occupe de 2012 à 2014.

## Biographie
Danny Ferry est le fils d'un célèbre basketteur de son époque, Bob Ferry. Ce dernier occupa ensuite des postes d'entraineur en National Basketball Association (NBA), de ce fait, le jeune Danny était prédestiné à devenir à son tour, joueur de basket professionnel. Son père l'expédie dans un lycée de Washington, le DeMatha Catholic High School, école dont est issue de nombreux joueurs NBA, dont Adrian Dantley, également champion olympique en 1976. Danny Ferry est un des rares joueurs blancs de ce lycée de centre-ville. Ferry ne déçoit pas, il inscrit des brouettes de points, de rebonds, et fort logiquement en 1985, on le nomme, meilleur joueur de « high school » du pays. Fort logiquement, il rejoint une des meilleures universités en termes de basket, Duke. Là encore, il se fait remarquer: il inscrit plus de 20 points par matches lors de ses deux dernières années de fac, mais surtout il reçoit en 1989, le Trophée Naismith et le USBWA men's player of the year award, récompensant le meilleur joueur universitaire. Il accède au Final Four trois années sur quatre. Il collectionne les trophées et les records, en points, rebonds et passes à tel point que son numéro 35 est retiré dès 1989. On le considère à l'époque comme le meilleur joueur de tous les temps de Duke. La presse le surnomme alors The great white hope, le joueur blanc le plus doué de sa génération.
En 1989, il est recruté en deuxième position de la draft par les Clippers, qui est alors l'une des plus faibles franchises de la ligue, et qui n'a pas disputé les playoffs depuis la saison 1975-1976. Elle espère ainsi se relancer avec ce joueur polyvalent, bon en tout. Malheureusement pour l'équipe californienne, Ferry rejoint le championnat italien, pour évoluer avec le club du Messaggero Rome pour un contrat de un million de dollars sur un an. Là-bas, il marque près de 30 points par match. Mais dès la fin de saison, il revient aux États-Unis. Comme il ne veut toujours pas jouer pour les Clippers, ces derniers échangent les droits sur ce joueur, avec un contrat de 34 millions de dollars sur dix ans. Reggie Williams accompagne Ferry à Cleveland, tandis que l'arrière-scoreur Ron Harper et deux futurs premiers tours de draft font le chemin inverse.
Annoncé comme le nouveau Larry Bird, Danny Ferry ne répond pas aux attentes du public de Cleveland, pourtant réputé patient, qui finit par le siffler. Danny Ferry se confie à la presse, il avoue que « les gens attendent trop de moi, je me suis mis trop de pression sur les épaules. » En 1995-1996, Ferry profitant de la blessure d'un coéquipier, laisse entrevoir quelques semaines l'étendue de son talent, en marquant 13 points par rencontre en 32 minutes.
Mais cette étincelle est de courte durée… Il rejoint durant la saison 2000-2001, les Spurs de San Antonio. Ferry se cantonne à un rôle de remplaçant, un role player, ce qui consiste à marquer des tirs à trois points. À l'issue de la saison 2002-2003, il est sacré champion avec les Spurs. Il prend sa retraite à cette occasion.
Il rejoint la direction des Spurs, où il occupe un poste de directeur des opérations de basket et participe au titre des Spurs en 2005.
Le 27 juin 2005, il signe un contrat de cinq ans avec les Cavaliers de Cleveland afin de devenir leur « general manager », poste qu'il occupe jusqu'en juin 2010. Après un retour au sein de la franchise des Spurs, il rejoint en 2012 la franchise des Hawks d'Atlanta. Cependant le 9 septembre 2014 il est remercié par la direction des Hawks. En effet, Ferry, chargé d'observer et de recruter de nouveaux joueurs, aurait écrit à propos du joueur Luol Deng, d'origine Soudanaise, "Il est encore un jeune joueur globalement. C’est un bon gars au final. Mais il n’est pas parfait. Il a encore de l’Africain en lui. Et je ne dis pas ça méchamment".

## Clubs successifs
- 1990-2000 : Cavaliers de Cleveland.
- 2000-2003 : Spurs de San Antonio.

## Palmarès
- Champion NBA lors de la saison NBA 2002-2003.